# Нигрита
Нигрита (грч. Νιγρίτα) је град и седиште општине Висалтија у периферији Средишња Македонија, Грчка. Према попису из 2021. године било је 4.892 становника.
Стефан Верковић 1889. године бележи да је Нигрита насељена Грцима и Словенима који су се доселили из околних села. Према бугарском географу и историчару, Василу Канчову, у Нигрити је 1900. године живело 2.500 Грка. Двадесетих година 20. века насељено је 1.026 грчких избеглица, али су се досељавали и житељи околних села. На попису из 1928. године Нигрита је имала 7.199 становника.